# Mesochorus emaciatus
Mesochorus emaciatus är en stekelart som beskrevs av Dasch 1974. Mesochorus emaciatus ingår i släktet Mesochorus och familjen brokparasitsteklar. Inga underarter finns listade i Catalogue of Life.